# اندیس کوه سرخ
کوه سرخ یک اندیس فلزی است که در حوالی شهر کهنوج استان هرمزگان قرار دارد و مادهٔ معدنی موجود در آن، کرومیت است.  